# Viviane

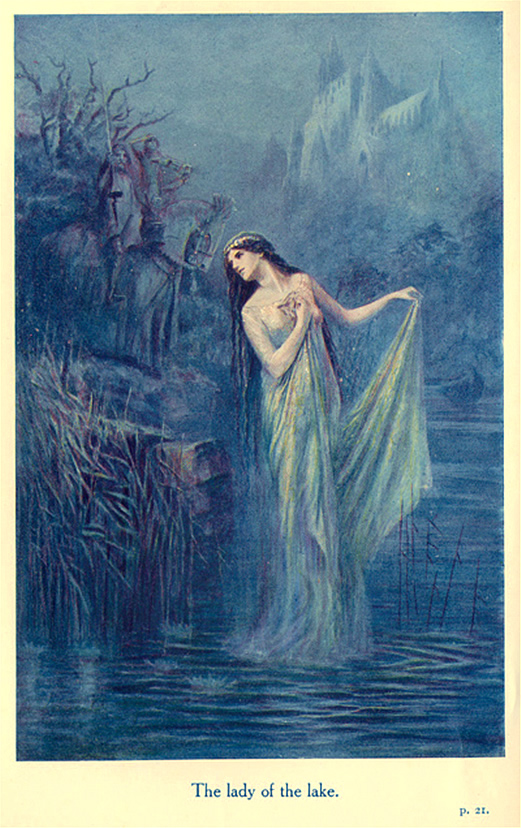
Viviane – "Lady of the Lake".

Viviane eller Damen i sjön (engelska: The Lady of the Lake) är en mytisk figur som förekommer i legenderna om Kung Artur. Hon var den som gav Arthur svärdet Excalibur. Hon förekommer med flera olika namnvarianter: Nimue och Niniane utgör några exempel. I Layamons Brut (1215) kallas hon Argante.
Det finns en mängd olika varianter av Arthurlegenden och hon spelar inte exakt samma roll i alla versioner. Ibland är Viviane, Sjöns härskarinna, inte samma person som Nimue, Merlins älskarinna och förgörerska. I vissa varianter av legenden är Viviane syster till Morganas och Arturs mor Igraine samt fostermor till Lancelot.  
Trollkarlen Merlin förälskade sig i Viviane och hon utnyttjade detta för att komma åt hans magiska krafter. Hon lärde sig en besvärjelse som kunde stänga in en person för evigt, och hon uttalade den över Merlin.